# Daniel Massey
Daniel Raymond Massey, född 10 oktober 1933 i London, död 25 mars 1998 i London, var en brittisk skådespelare.
Massey var son till skådespelaren Raymond Massey och bror till skådespelaren Anna Massey. Han avled till följd av Hodgkins lymfom. 
Massey gjorde filmdebut som nioåring i Havet är vårt öde (1942), där han spelade Noel Cowards son, som i verkliga livet var hans gudfar. Han framträdde mest på scen, men nominerades för en Oscar 1968 för sin roll som just Noel Coward i filmen Star!. En av hans mest minnesvärda roller är som den aidssjuke familjefadern i TV-filmen Intimate Contact (1987).

## Filmografi i urval
- 1942 – Havet är vårt öde
- 1957 - Girls at Sea
- 1962 – Dra åt fanders
- 1965 - Ett lättfärdigt stycke
- 1968 – Star!
- 1971 – Maria Stuart - drottning av Skottland
- 1978 – Atlantis
- 1979 – Katten och kanariefågeln
- 1987 - Intimate Contact (TV-film)
- 1991 - The Case-Book of Sherlock Holmes (TV-serie)
- 1992 - Stalin (TV-film)
- 1996 - Samson and Delilah
- 2000 – Miraklernas man